# Nepobaby
Nepobaby, een samentrekking van  nepotisme en baby, is een pejoratieve benaming die wordt gebruikt om personen aan te duiden die voordeel hebben in de amusementswereld of creatieve industrie als gevolg van familiebanden. In bredere zin wordt de term soms ook gebruikt voor kinderen van personen binnen het bedrijfsleven, politiek of algemene arbeidsmarkt. Dit kan betekenen dat iemand een baan krijgt, een bevordering of andere voordelen ontvangt omdat zijn of haar ouders, grootouders, broers of zussen, neven of nichten invloedrijke posities hebben.
In sommige gevallen bekleedt een nepobaby een positie door traditionele machtsverhoudingen in een deel van de samenleving waar bepaalde families dominant zijn en hun invloed uitoefenen om hun familieleden te bevoordelen. In andere gevallen kan het een gevolg zijn van (vermeende) corruptie of oneerlijke praktijken, waarbij bevoorrechting wordt gegeven aan familieleden in plaats van aan de meest gekwalificeerde kandidaten.
In de Verenigde Staten werd het begrip tweede helft van 2022 uitgebreid onderdeel van een maatschappelijke discussie. Meriem Derradji tweette over Maude Apatow, hoofdrolspeler in tv-serie Euphoria en de dochter van regisseur Judd Apatow en actrice Leslie Mann. Dit leidde ertoe dat de term 'nepo baby' populair werd op TikTok, aangezien gebruikers wezen op tal van andere nepotisme-baby's van beroemdheden. Kort daarop publiceerde Vulture een special over hoe kinderen van celebrity’s het ook vaak ver schoppen enkel doordat ze de “kinderen van” zijn. In januari 2023 riep New York Magazine 2022 uit tot 'het jaar van de nepobaby'.

## Nepobaby in Nederland
In Nederland kreeg de discussie rondom de term nepobaby een impuls nadat Volkskrant-filmrecensent Floortje Smit het fenomeen beschreef naar aanleiding van de discussie in Amerika. Naast de discussie die dit losmaakte op de sociale media, schreven ook veel andere Nederlandse media over het fenomeen en vermeende Nederlandse nepobaby's.  “Generationele netwerkerij” schreef journalist Madeleijn van den Nieuwenhuizen in NRC over het onderwerp. 